# Hyper-Kamiokande

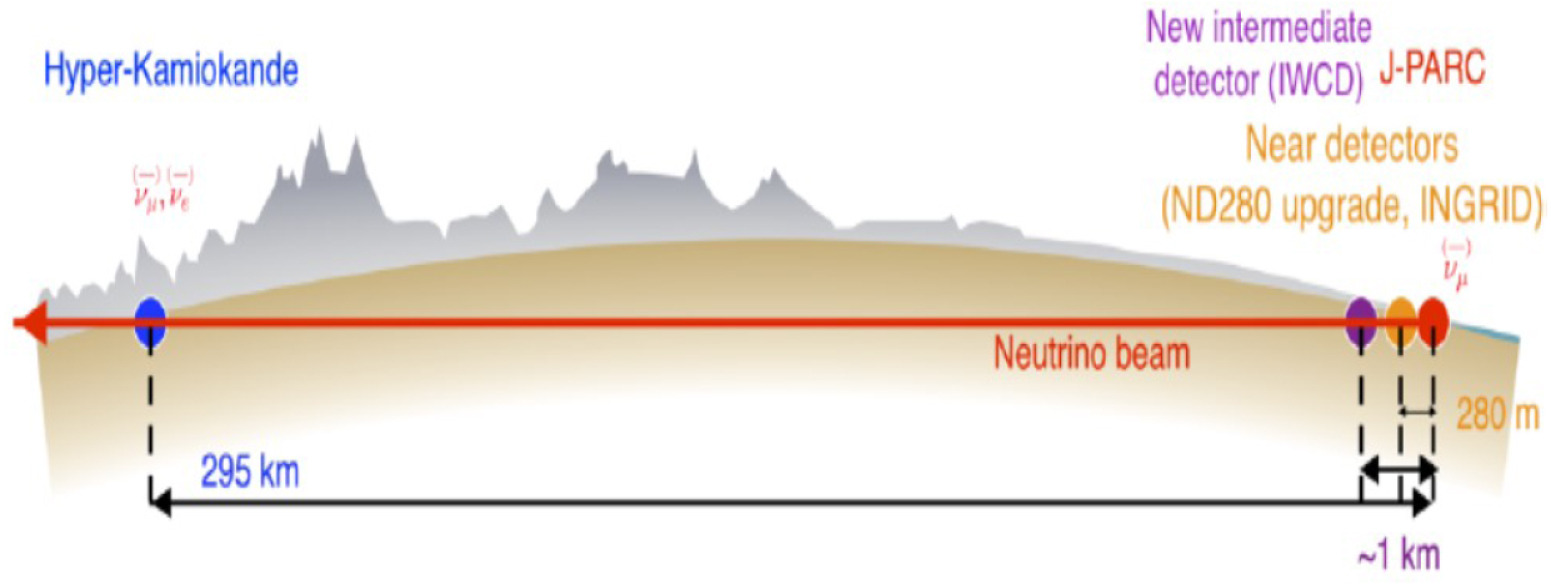
Schemat eksperymentu Hyper-Kamiokande

Hyper-Kamiokande (w skrócie Hyper-K lub HK) to obserwatorium oraz eksperyment neutrinowy, obecnie w trakcie budowy, w miejscowościach Hida (Gifu) i Tōkai (Ibaraki) w Japonii. Projekt Hyper-K jest prowadzony przez Uniwersytet Tokijski i japoński ośrodek badawczy KEK (ang. The High Energy Accelerator Research Organization) we współpracy z instytutami z ponad 20 krajów z sześciu kontynentów. Jako następca eksperymentu Super-Kamiokande (w skrócie Super-K lub SK) i eksperymentu T2K, HK został zaprojektowany do poszukiwania rozpadu protonu i wykrywania neutrin ze źródeł naturalnych, takich jak Ziemia, atmosfera, Słońce i kosmos, a także do badania oscylacji neutrin z wytworzonej przez człowieka wiązki neutrin akceleratorowych. Rozpoczęcie zbierania danych planowane jest na rok 2027.
Obiekty wykorzystywane przez eksperyment Hyper-Kamiokande będą się znajdować w dwóch miejscach:
- Wiązka neutrin będzie wytwarzana w kompleksie akceleratorów J-PARC (ang. Japan Proton Accelerator Research Complex, 36°26′42″N 140°36′22″E/36,445000 140,606000) i badana przez układ bliskich detektorów oraz pośredni detektor, wszystkie zlokalizowane w miejscowości Tōkai, w prefekturze Ibaraki, na wschodnim wybrzeżu Japonii[3].
- Główny detektor, również nazywający się Hyper-Kamiokande (HK), jest obecnie budowany pod szczytem góry Nijuugo w mieście Hida, w prefekturze Gifu, w Alpach Japońskich (36°21′20,105″N 137°18′49,137″E/36,355585 137,313649[3]). Detektor HK będzie wykorzystywany do poszukiwań rozpadu protonu, badań neutrin ze źródeł naturalnych, a także będzie służył jako daleki detektor do pomiaru oscylacji wiązki neutrin akceleratorowych w odległości odpowiadającej pierwszemu maksimum oscylacji[3][5].

## Cele badawcze

### Oscylacje neutrin akceleratorowych i atmosferycznych
Oscylacje neutrin są zjawiskiem kwantowo-mechanicznym, w którym neutrina zmieniają swój zapach (stany zapachowe neutrin: νe, νμ, ντ) podczas propagacji w przestrzeni, co wynika z faktu, że stany zapachowe neutrin są mieszaniną stanów masowych neutrin (stany masowe: ν1, ν2, ν3, o masach odpowiednio m1, m2, m3). Prawdopodobieństwo oscylacji zależy od sześciu parametrów teoretycznych:
- trzech kątów mieszania (θ12, θ23 i θ 13) opisujących mieszanie stanów masowych i zapachowych,
- dwóch różnic kwadratów mas (∆m221 i ∆m232, gdzie ∆m2ij = m2i - m2j)
- jednej fazy (δCP) odpowiedzialnej za asymetrię między materią i antymaterią (łamanie symetrii CP) w oscylacjach neutrin,

oraz dwóch parametrów eksperymentalnych:
- energii neutrin
- odległości przebywanej przez neutrina (tzw. bazy), na której mierzone są oscylacje[3][6].

Kontynuując badania prowadzone przez eksperyment T2K, daleki detektor HK będzie mierzyć widma energetyczne neutrin elektronowych i mionowych w wiązce wytwarzanej w J-PARC jako prawie czysta wiązka neutrin mionowych. Widma te zostaną porównane z oczekiwaniami w przypadku braku oscylacji, wstępnie obliczonymi na podstawie modeli strumienia i oddziaływań neutrin i doprecyzowanymi dzięki pomiarom wykonanym przez detektory bliskie i pośredni. Prawdopodobieństwo oscylacji neutrin w funkcji ich energii zostanie wyznaczone na podstawie różnicy między zmierzoną a oczekiwaną liczbą neutrin danego zapachu.
Szczytowa energia wiązki neutrin HK/T2K (600 MeV) i odległość między J-PARC a detektorem HK/SK (295 km) odpowiada pierwszemu maksimum oscylacji dla oscylacji wynikających głównie z różnicy kwadratów mas ∆m232 (∆m221 jest mniej istotna w tym przypadku). Wiązka neutrin z J-PARC będzie produkowana osobno w trybie neutrinowym i antyneutrinowym (ang. neutrino- and antineutrino-enhanced modes), w których będzie głównie zawierać odpowiednio albo neutrina mionowe albo antyneutrina mionowe. Dzięki temu pomiary neutrin w trybie (anty)neutrinowym dostarczą informacji o prawdopodobieństwie zanikania (anty)neutrin mionowych Pνμ→νμ (Pνμ→νμ) oraz pojawianiu się (anty)neutrin elektronowych Pνμ→νe (Pνμ→νe), gdzie Pνα→νβ jest prawdopodobieństwem, że neutrino pierwotnie o zapachu α zostanie później zaobserwowane jako będące w stanie zapachowym β.

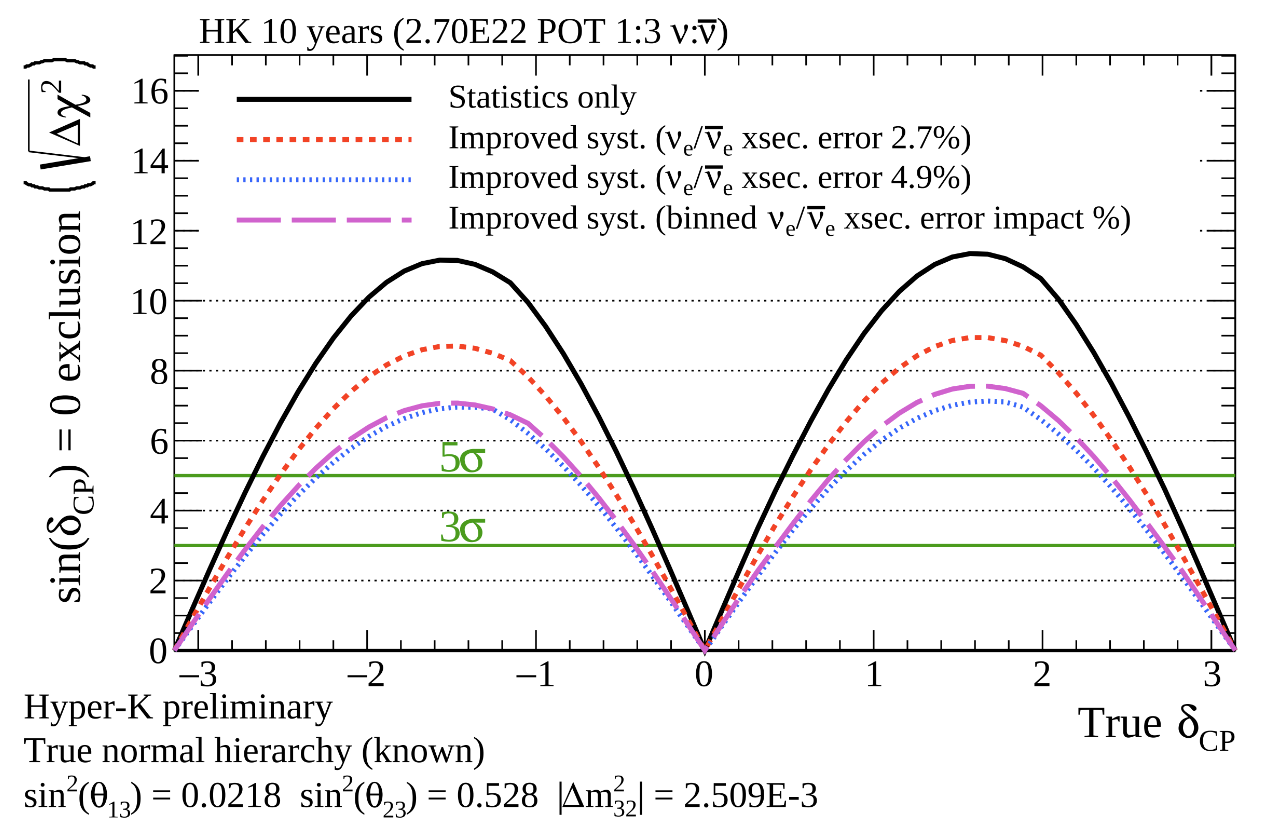
Zdolność Hyper-K do wykluczenia zachowania CP w funkcji prawdziwej wartości δ_{CP}

Porównanie prawdopodobieństw pojawiania się neutrin i antyneutrin elektronowych (Pνμ→νe i Pνμ→νe) pozwala zmierzyć fazę δCP. Zakres δCP wynosi od -π do π (od -180° do 180°), a 0 i ±π odpowiadają zachowaniu symetrii CP. Oczekuje się, że po 10 latach zbierania danych HK potwierdzi na poziomie ufności 5σ lub więcej, czy symetria CP jest naruszana w oscylacjach neutrin dla 57% możliwych wartości δCP. Naruszenie symetrii CP jest jednym z warunków niezbędnych do wytworzenia nadmiaru materii nad antymaterią we wczesnym Wszechświecie, który to nadmiar obecnie tworzy nasz zbudowany z materii Wszechświat. Neutrina akceleratorowe zostaną również wykorzystane do zwiększenia precyzji innych parametrów oscylacyjnych |∆m232|, θ23 i θ13, a także do badań oddziaływań neutrin.
Aby określić hierarchię mas neutrin (czy stan własny masy ν3 jest lżejszy czy cięższy od stanów masowych ν1 i ν2), lub równoważnie nieznany znak parametru ∆m232, oscylacje neutrin muszą być obserwowane w materii (tzw. efekt materii, ang. matter effect). W przypadku wiązki neutrin z ośrodka J-PARC, odległość przebywana przez neutrina w materii (295 km) jest na tyle krótka, że efekt materii jest niewielki. Oprócz neutrin z wiązki, eksperyment HK bada neutrina atmosferyczne, powstające w wyniku zderzeń promieni kosmicznych z atmosferą Ziemi, wytwarzających neutrina i inne produkty uboczne. Neutrina te są wytwarzane we wszystkich punktach wokół kuli ziemskiej, co oznacza, że HK ma dostęp do neutrin, które przebyły szeroki zakres odległości przez materię (od kilkuset metrów do średnicy Ziemi). Te próbki neutrin mogą być wykorzystane do określenia hierarchii mas neutrin.
Połączona analiza neutrin z wiązki i neutrin atmosferycznych maksymalizuje czułość eksperymentu HK na parametry oscylacji δCP, |∆m232|, {\displaystyle \operatorname {sgn} } ∆m232, θ23 i θ13.

### Astronomia neutrin i geoneutrina
Wybuchy supernowych wytwarzają ogromne ilości neutrin. Dla supernowej w galaktyce Andromedy, oczekuje się 10 do 16 oddziaływań neutrin w dalekim detektorze HK. W przypadku supernowej galaktycznej (znajdującej się wewnątrz naszej galaktyki) w odległości 10 kpc, w detektorze HK w ciągu kilkudziesięciu sekund spodziewanych jest około 50 000 do 94 000 oddziaływań neutrin. Dla Betelgezy w odległości 0,2 kpc wskaźnik ten może osiągnąć nawet 108 oddziaływań na sekundę i taką liczbę zdarzeń uwzględniono przy projektowaniu elektroniki oraz systemu akwizycji danych (DAQ, ang. data acquisition) detektora. Profile czasowe liczby zdarzeń zarejestrowanych w dalekim detektorze HK oraz ich średniej energii umożliwiłyby przetestowanie różnych modeli eksplozji supernowych.
Informacje o kierunkach neutrin w dalekim detektorze HK mogą stanowić wczesne ostrzeżenie dla elektromagnetycznych obserwacji supernowych, a także mogą zostać wykorzystane w innych obserwacjach obejmujących wielu "posłańców" (astronomia wielozakresowa, ang. multi-messenger astronomy), takich jak promieniowanie elektromagnetyczne, fale grawitacyjne, promieniowanie kosmiczne.
Neutrina wytworzone łącznie w wyniku eksplozji supernowych na przestrzeni całej historii Wszechświata nazywane są neutrinami z reliktowych supernowych (SRN, ang. supernova relic neutrinos) lub rozproszonym tłem neutrin z supernowych (DSNB, ang. diffuse supernova neutrino background) i niosą informacje o historii powstawania gwiazd. Ze względu na niewielki strumień (kilkadziesiąt neutrin /cm2 /sek.) nie zostały jeszcze odkryte. Oczekuje się, że w ciągu dziesięciu lat zbierania danych HK zarejestruje około 40 zdarzeń SRN dla zakresu energii 16–30 MeV.
Dla νe słonecznych, cele eksperymentu HK to m.in.:
- Poszukiwanie asymetrii dzień–noc w strumieniu neutrin – wynikającej z różnych odległości pokonywanych w materii (w nocy neutrina dodatkowo przemierzają Ziemię przed wejściem do detektora), a tym samym różnych prawdopodobieństw oscylacji spowodowanych efektem Mikheyeva–Smirnova–Wolfensteina (MSW)[a][3].
- Pomiar prawdopodobieństwa zanikania νe dla energii neutrin od 2 do 7 MeV – tj. pomiędzy obszarami zdominowanymi odpowiednio przez oscylacje w próżni i oscylacje w materii – które jest wrażliwy na nowe modele fizyczne, takie jak sterylne neutrina lub niestandardowe oddziaływania[3][9][10].
- Pierwsza obserwacja neutrin z kanału hep: {\displaystyle {^{3}}{\text{He}}+{\text{p}}\to {^{4}}{\text{He}}+{\text{e}}^{+}+\operatorname {\nu } _{\text{e}}} przewidywanego przez Standardowy Model Słońca[3].
- Porównanie strumienia neutrin z aktywnością Słońca (np. 11-letni cykl słoneczny)[11].

Geoneutrina powstają w wyniku rozpadów radionuklidów wewnątrz Ziemi. Badania geoneutrin w Hyper-Kamiokande pomogą ocenić skład chemiczny jądra Ziemi, który jest związany z generowaniem pola geomagnetycznego.

### Rozpad protonu
Rozpad swobodnego protonu na lżejsze cząstki subatomowe jeszcze nigdy nie został zaobserwowany, ale jest on przewidywany przez niektóre teorie wielkiej unifikacji (GUT, ang. grand unified theories) i wynika z łamania prawa zachowania liczby barionowej (B). Niezachowanie B to jeden z warunków niezbędnych do wyjaśnienia przewagi materii nad antymaterią we Wszechświecie. Główne kanały badane przez HK to {\displaystyle p^{+}\to e^{+}+\pi ^{0}} preferowany przez wiele modeli GUT i {\displaystyle p^{+}\to {\bar {\nu }}+K^{+}} przewidywany przez teorie zawierające supersymetrię. Po dziesięciu latach zbierania danych oczekuje się, że (w razie braku obserwacji rozpadu) HK zwiększy dolną granicę średniego czasu życia protonu z {\displaystyle 1{,}6\times 10^{34}} do {\displaystyle 6{,}3\times 10^{34}} lat dla swojego najbardziej czułego kanału rozpadu ({\displaystyle p^{+}\to e^{+}+\pi ^{0}}) i z {\displaystyle 0{,}7\times 10^{34}} do {\displaystyle 2{,}0\times 10^{34}} lat dla kanału {\displaystyle p^{+}\to {\bar {\nu }}+K^{+}}.

### Ciemna materia
Ciemna materia to hipotetyczna, nieświecąca forma materii, zaproponowana w celu wyjaśnienia licznych obserwacji astronomicznych sugerujących istnienie dodatkowej niewidzialnej masy w galaktykach. Jeśli cząstki ciemnej materii oddziałują słabo, mogą wytworzyć neutrina w wyniku anihilacji lub rozpadu. Neutrina te mogą być widoczne w detektorze HK jako nadmiar neutrin z kierunku dużych potencjałów grawitacyjnych, takich jak Centrum Galaktyki, Słońce czy Ziemia, w stosunku do izotropowego tła neutrin atmosferycznych.

## Opis eksperymentu
Eksperyment Hyper-Kamiokande będzie składał się z linii produkcji wiązki neutrin akceleratorowych, zestawu bliskich detektorów, pośredniego detektora i detektora dalekiego (także zwanego Hyper-Kamiokande). Sam daleki detektor będzie wykorzystywany do poszukiwań rozpadu protonu i badań neutrin ze źródeł naturalnych. Natomiast wszystkie powyższe elementy posłużą do badania oscylacji neutrin akceleratorowych. Przed uruchomieniem eksperymentu HK, eksperyment T2K zakończy zbieranie danych, a HK przejmie jego linię produkcji wiązki neutrin i zestaw bliskich detektorów, natomiast detektory pośredni i daleki muszą zostać zbudowane od nowa.

### Pośredni wodny detektor Czerenkowa
Pośredni wodny detektor Czerenkowa (IWCD, ang. Intermediate Water Cherenkov Detector) będzie zlokalizowany w odległości 750 m od miejsca produkcji neutrin. Będzie to walec wypełniony wodą o średnicy 10 m i wysokości 50 m, w którym umieszczona zostanie ruchoma konstrukcja o wysokości 10 m oprzyrządowana za pomocą około 400 modułów multi-PMT (mPMT). Każdy mPMT będzie składał się z dziewiętnastu fotopowielaczy (PMT, ang. PhotoMultiplier Tubes) o średnicy 8 cm zamkniętych w wodoodpornej obudowie. Konstrukcja będzie przesuwana w kierunku pionowym za pomocą dźwigu, co umożliwi pomiary oddziaływań neutrin dla różnych kątów pozaosiowych (kątów względem osi wiązki), od 1° na dole do 4° na górze, a tym samym dla różnych widm energii neutrin. Łącząc wyniki dla różnych kątów pozaosiowych, możliwe jest wyodrębnienie wyników dla prawie monoenergetycznego widma neutrin bez polegania na teoretycznych modelach oddziaływań neutrin w celu rekonstrukcji energii neutrin. Zastosowanie tego samego typu detektora co detektor daleki, z niemal taką samą akceptancją kąta i pędu, pozwala na porównanie wyników uzyskanych z tych dwóch detektorów bez polegania na symulacjach odpowiedzi detektorów. Te dwa fakty, niezależność od modelu oddziaływań neutrin i modelu odpowiedzi detektora, pozwolą eksperymentowi HK zminimalizować błąd systematyczny w analizie oscylacji. Dodatkowymi zaletami takiej konstrukcji detektora jest możliwość poszukiwania oscylacji z udziałem hipotetycznych neutrin sterylnych dla różnych kątów pozaosiowych oraz uzyskanie czystszej próbki oddziaływań neutrin elektronowych, których udział we wszystkich oddziaływaniach jest większy dla większych kątów pozaosiowych.

### Daleki detektor Hyper-Kamiokande

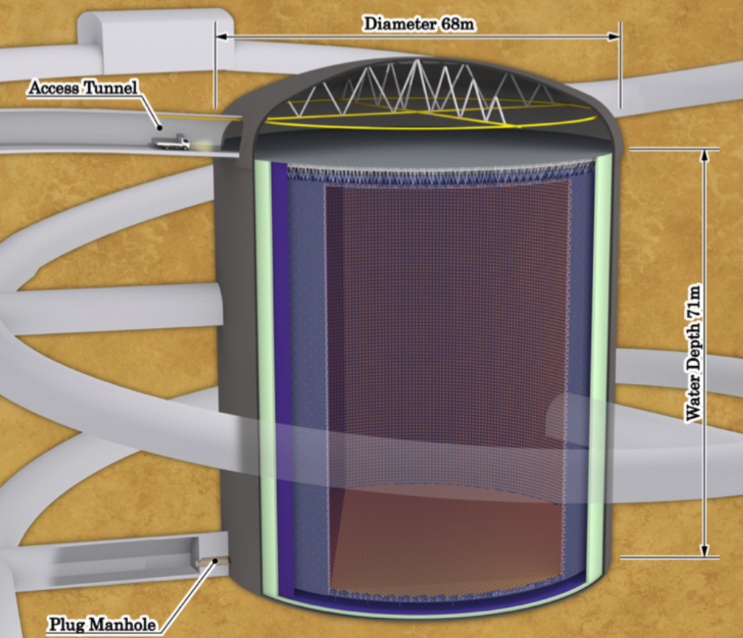
Schemat dalekiego detektora Hyper-Kamiokande - wodnego detektora Czerenkowa

Detektor Hyper-Kamiokande zostanie wybudowany 650 m pod szczytem góry Nijuugo w kopalni Tochibora, 8 km na południe od detektora Super-Kamiokande (SK). Oba detektory będą znajdować się pod tym samym kątem (2,5°) względem wiązki neutrin (SK znajduje się na północ od osi wiązki neutrin, a HK będzie znajdował się na południe od osi) i w tej samej odległości (295 km) od miejsca produkcji wiązki w J-PARC.

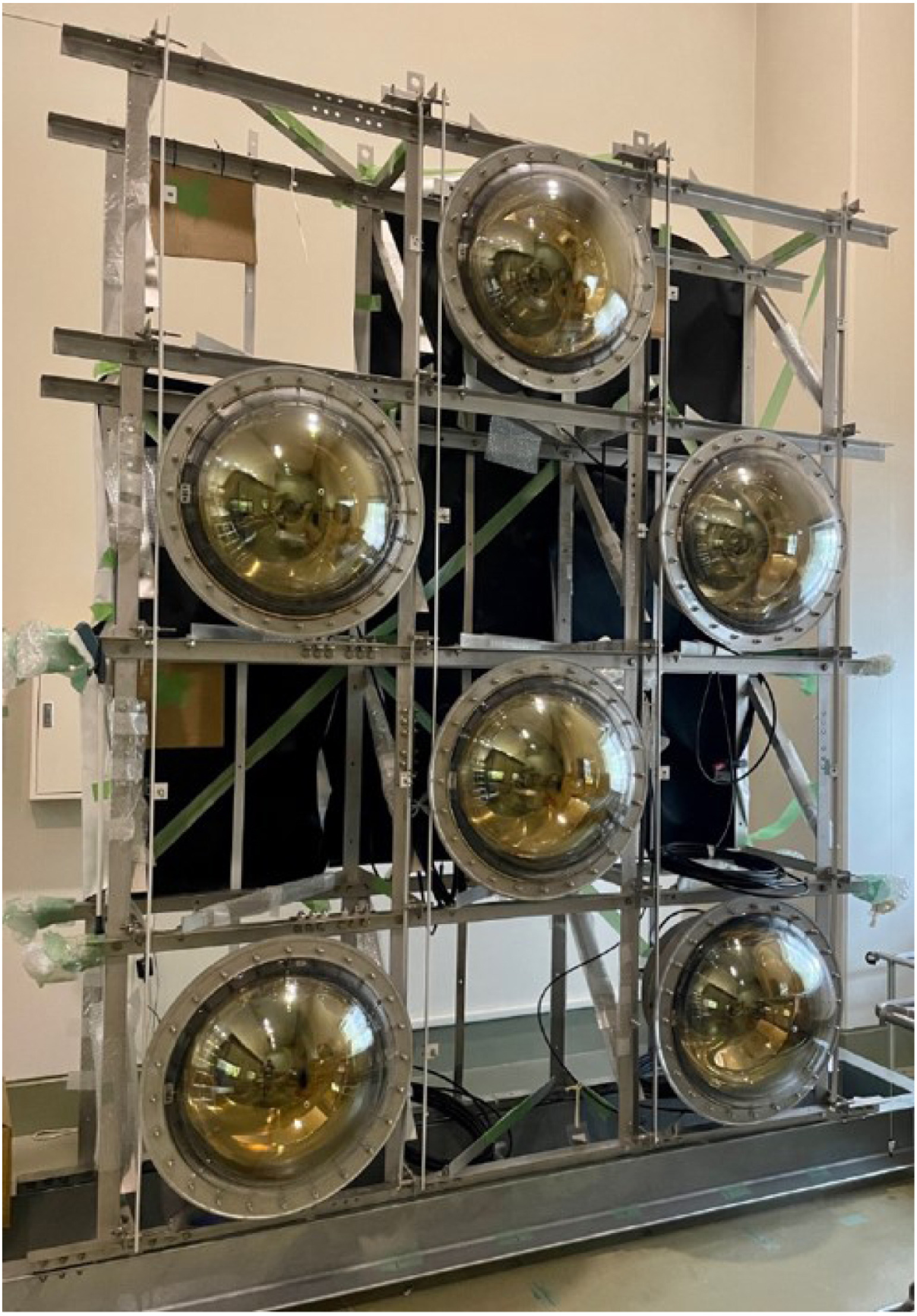
Makieta z PMT typu R12860 o średnicy 50 cm dla wewnętrznego detektora (ID) dalekiego detektora HK

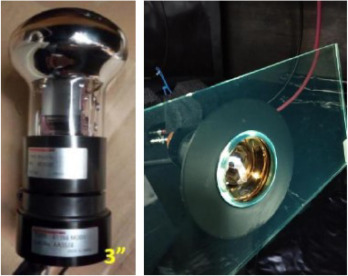
8 centymetrowy fotopowielacz (PMT) z płytą WLS (Wavelength-Shifting Fiber) dla zewnętrznego detektora (OD) dalekiego detektora Hyper-Kamiokande

HK będzie wodnym detektorem Czerenkowa, 5 razy większym (258 kiloton wody) niż detektor SK. Będzie to walec o średnicy 68 m i wysokości 71 m. Objętość zbiornika zostanie podzielona na detektor wewnętrzny (ID, ang. Inner Detector) i detektor zewnętrzny (OD, ang. Outer Detector) za pomocą cylindrycznej, nieaktywnej struktury o szerokości 60 cm, której zewnętrzna krawędź zostanie umieszczona w odległości 1 metra od pionowych i 2 metrów od poziomych ścian zbiornika. Struktura będzie optycznie oddzielać ID od OD i będzie wyposażona w fotopowielacze (PMT, ang. PhotoMultiplier Tubes) skierowane zarówno do wewnątrz do ID, jak i na zewnątrz do OD. W przypadku ID będzie to co najmniej 20000 fotopowielaczy (PMT) o średnicy 50 centymetrów typu R12860 firmy Hamamatsu Photonics i około 800 modułów multi-PMT (mPMT). Każdy moduł mPMT składa się z dziewiętnastu fotopowielaczy o średnicy 8 cm zamkniętych w wodoszczelnej osłonie. OD będzie oprzyrządowany przez co najmniej 3600 PMT o średnicy 8 cm zespolonych z płytami WLS (ang. WaveLength-Shifting, płyta o rozmiarze 0.6x30x30cm3 będzie zbierać padające na nią światło i doprowadzać je do fotopowielacza) i będzie służył jako weto do rozróżniania oddziaływań zachodzących wewnątrz od cząstek wchodzących do detektora z zewnątrz (głównie mionów promieniowania kosmicznego).

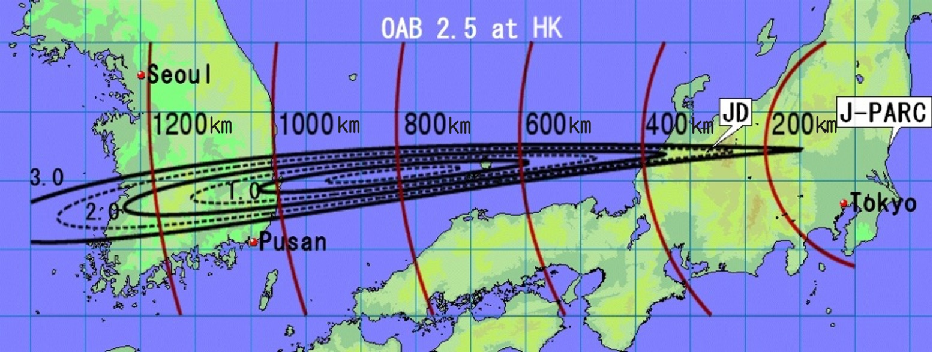
Wiązka neutrin z J-PARC od Japonii do Korei

Budowa detektora HK rozpoczęła się w 2020 r., a początek zbierania danych planowany jest na 2027 r.. Przeprowadzono również badania nad wykonalnością i korzyściami dla programu fizycznego z budowy drugiego, identycznego wodnego detektora Czerenkowa w Korei Południowej, około 1100 km od J-PARC, który miałby zostać oddany do użytku 6 lat po wybudowaniu pierwszego zbiornika.

## Historia i harmonogram

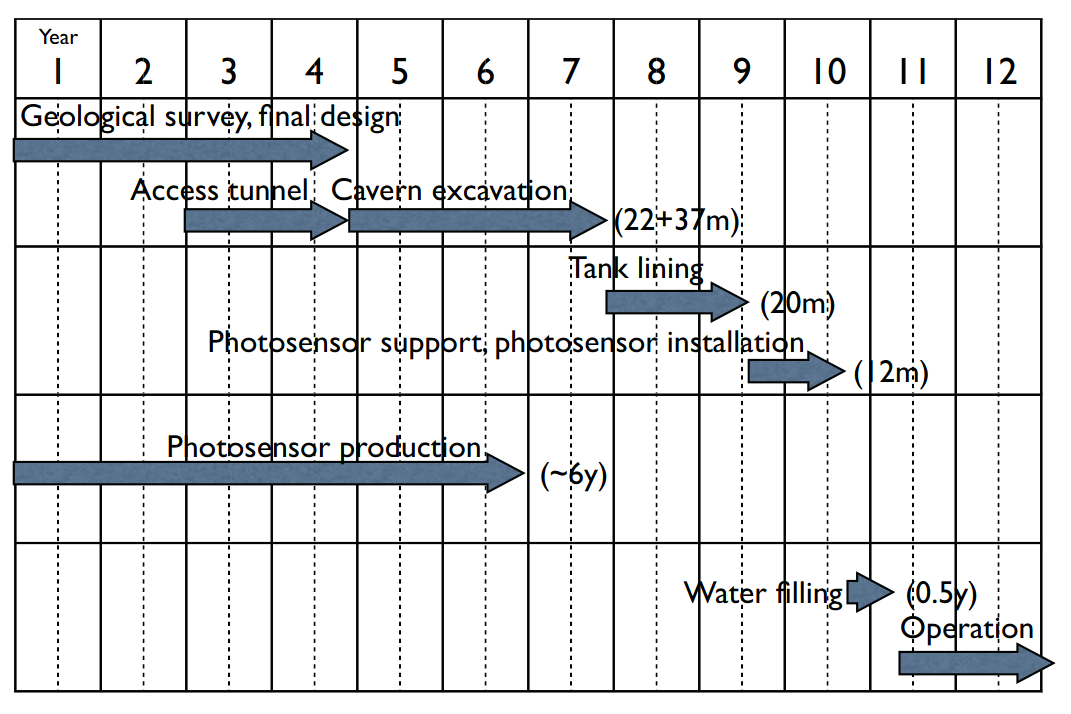
Harmonogram budowy detektora Hyper-Kamiokande

Historia dużych wodnych detektorów Czerenkowa w Japonii i związanych z nimi eksperymentów z długą bazą pomiarową badających oscylacje neutrin (baza pomiarowa, to odległość między miejscem produkcji neutrin a dalekim detektorem), z wyłączeniem HK:
- 1983-1996: Eksperyment Kamiokande (ang. Kamioka Nucleon Decay Experiment), którego głównym celem było poszukiwanie rozpadu protonu (Nagroda Nobla z Fizyki z 2002 roku dla Masatoshiego Koshiby) – poprzednik eksperymentu Super-Kamiokande[1]
- 1996–teraz: Eksperyment Super-Kamiokande – poprzednik eksperymentu Hyper-Kamiokande, badający neutrina ze źródeł naturalnych i poszukujący rozpadu protonu (Nagroda Nobla z Fizyki z 2015 roku dla Takaakiego Kajity)[1]
- 1999–2004: Eksperyment K2K – poprzednik eksperymentu T2K
- 2010–teraz: Eksperyment T2K – poprzednik eksperymentu Hyper-Kamiokande, badający oscylacje neutrin akceleratorowych

Historia eksperymentu Hyper-Kamiokande:
- Wrzesień 1999: Prezentacja pierwszych pomysłów na nowy eksperyment[22]
- 2000: Po raz pierwszy użyto nazwy „Hyper-Kamiokande”[23]
- Wrzesień 2011 r.: Przedłożenie LOI[24]
- Styczeń 2015: Podpisanie MoU (ang. Memorandum of Understanding) o współpracy w projekcie Hyper-Kamiokande przez dwie główne instytucje: ICRR (ang. Institute for Cosmic Ray Research) i KEK (ang. The High Energy Accelerator Research Organization). Utworzenie proto-współpracy Hyper-Kamiokande[25][26]
- Maj 2018: Raport projektowy (ang. design report) eksperymentu Hyper-Kamiokande[3]
- Wrzesień 2018 r.: Wstępne finansowanie z MEXT (japońskie Ministerstwo Edukacji, Kultury, Sportu, Nauki i Technologii) przydzielone na rok 2019[27]
- Luty 2020: Projekt oficjalnie zatwierdzony przez japoński parlament[4]
- Czerwiec 2020: Zawiązanie współpracy Hyper-Kamiokande
- Maj 2021: Rozpoczęcie drążenia tunelu dostępowego do przyszłego detektora HK[28]
- 2021: Rozpoczęcie masowej produkcji fotopowielaczy[29]
- Luty 2022: Zakończenie budowy tunelu dostępowego[30]
- Październik 2023: Ukończenie głównej części kopuły komory detektora HK[31]
- 2027: Oczekiwany początek zbierania danych[4]